# Бадовский, Адам

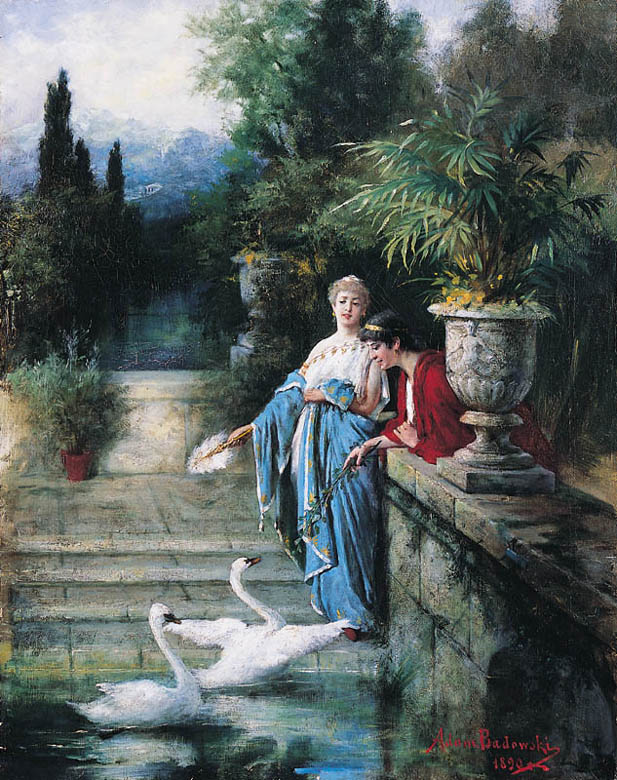
В римском парке. 1890

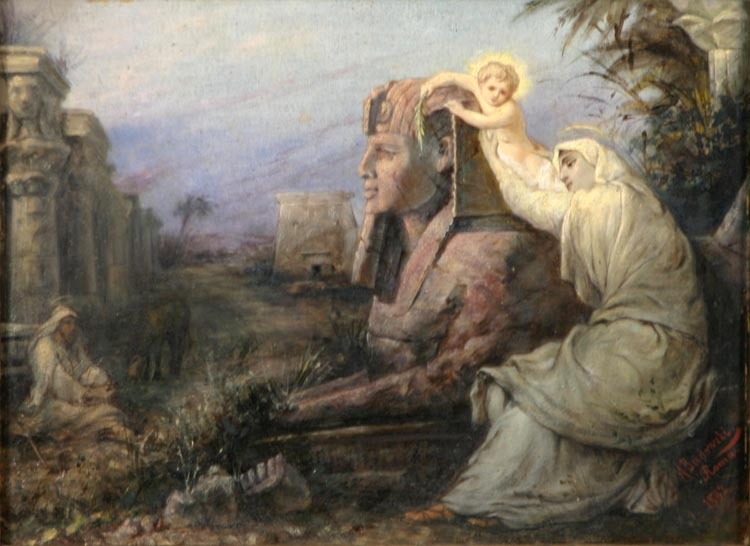
Бегство в Египет. 1882

А́дам Бадо́вский (пол. Adam Badowski; 1857 — 23 сентября 1903, Варшава) — польский живописец и иллюстратор, педагог.

## Биография

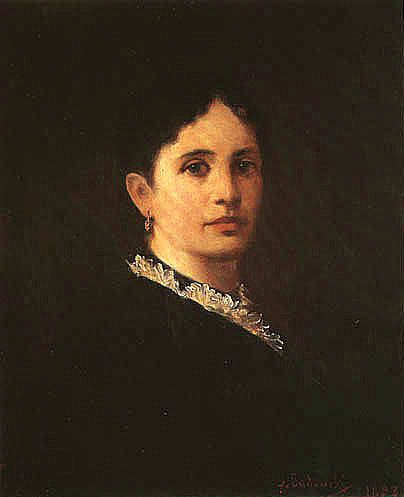
Портрет дамы в чёрном платье

До 1887 года учился живописи в варшавском Классе Рисования под руководством Войцеха Герсона и А. В. Каминского. Затем продолжил учёбу в Школой изящных искусств в Кракове. Ученик Леопольда Лефлёра и Флориана Цинка.
В 1880 году уехал для продолжения учебы в Вену и Мюнхен. В 1882 году получил стипендию Общества поощрения изящных искусств в Варшаве, которая позволила ему отправиться на пять лет на стажировку в Рим (1882—1887).
Вернувшись на родину, поселился в Варшаве, кроме творчества, активно участвовал в культурной жизни столицы. Работал преподавателем Художественной школы для женщин.
В 1897 году побывал в Париже. Позже, был избран вице-президентом комитета Общества поощрения изящных искусств. Был одним из инициаторов создания и соучредителем Объединенного польского творческого союза художников, скульпторов и архитекторов.
С 1896 — преподаватель в варшавском Классе Рисования, в 1897 году создал собственную школу живописи и графики для женщин.
Сотрудничал в качестве иллюстратора с журналом «Путешественник» (пол. «Wędrowiec»).
Умер в Варшаве и похоронен на кладбище Старые Повонзки.

## Творчество
Бадовский — художник, писавший портреты и картины на исторические и мифологические сюжеты. Создал ряд работ на тему древнего Египта, далее перешёл на античную тематику. Находился под влиянием творчества Л. Альма-Тадема.
Участник выставок в Варшаве, Кракове и Львове, а также за границей, в том числе, в Берлине.